# Château de Dunvegan
Le château de Dunvegan est le fief du clan MacLeod depuis le XIIIe siècle. Il a été construit sur la côte ouest de l'île de Skye en Écosse, près du village de Dunvegan. La partie la plus basse du château a été construite directement dans la roche. Il est ouvert au public depuis 1933. À cette époque la visite n'était que de deux jours par semaine. Aujourd'hui il est devenu un château touristique sur l'histoire du clan.

## Visite du château
La visite est divisée en deux parties :
- Dans le château, on apprend l'histoire du clan MacLeod, et on peut voir divers objets d'époque allant du fauteuil à l'épée. La visite est l'occasion de voir les chambres, les salons et les cachots. À la sortie une boutique permet de se procurer diverses reproductions d'objets du clan en souvenir.
- La seconde moitié de la visite se passe dans les jardins. Les premières parties des jardins ont été créés au XIXe siècle. Le climat de la région et la qualité du sol ne permettaient pas d'avoir des jardins de qualité, ce qui rendait les travaux difficiles. Ils ont été restaurés en 1974 et en 1986 pour en faire un des plus grands jardins d'horticulture d'Écosse.

## Objets
Le château recèle de nombreux objets de famille et des reliques du clan. Les pièces clés en sont le Fairie Flag, la coupe de Dunvegan (en) (Xe – XVe siècles) et le Cor de Sir Rory Mor. Le drapeau est encadré dans la salle de réception.

## Galerie

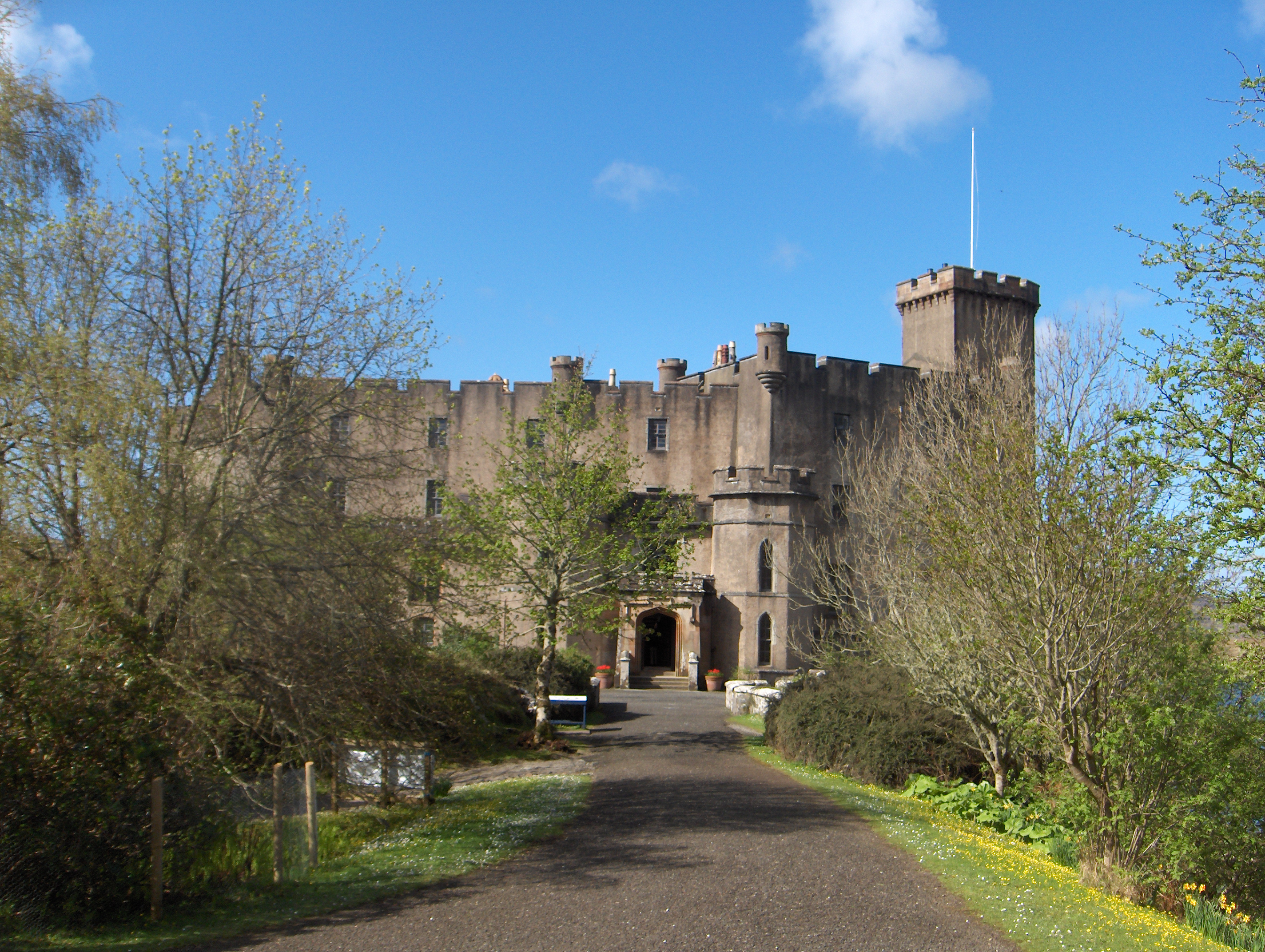
Entrée du château
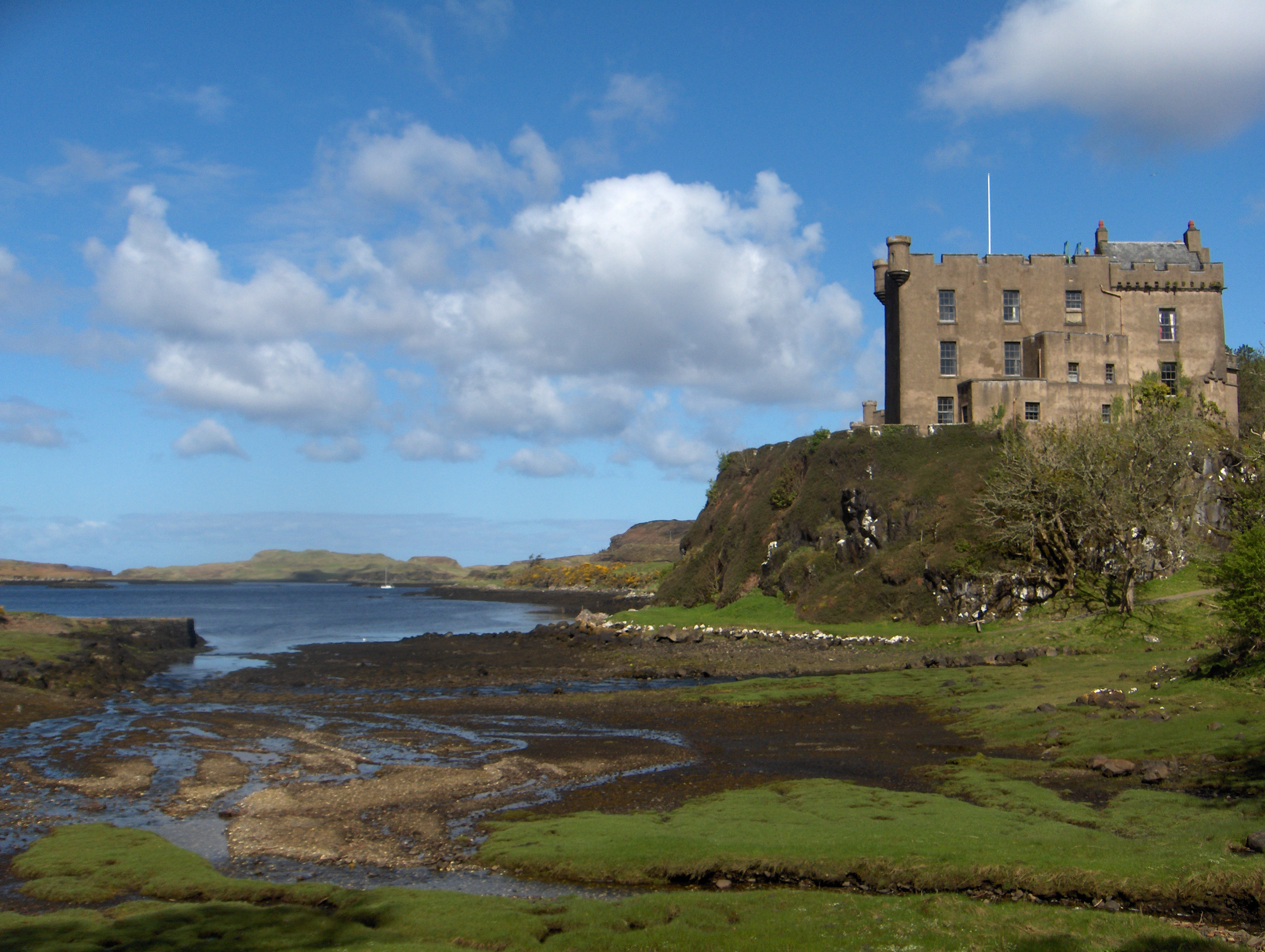
Le château et ses environs
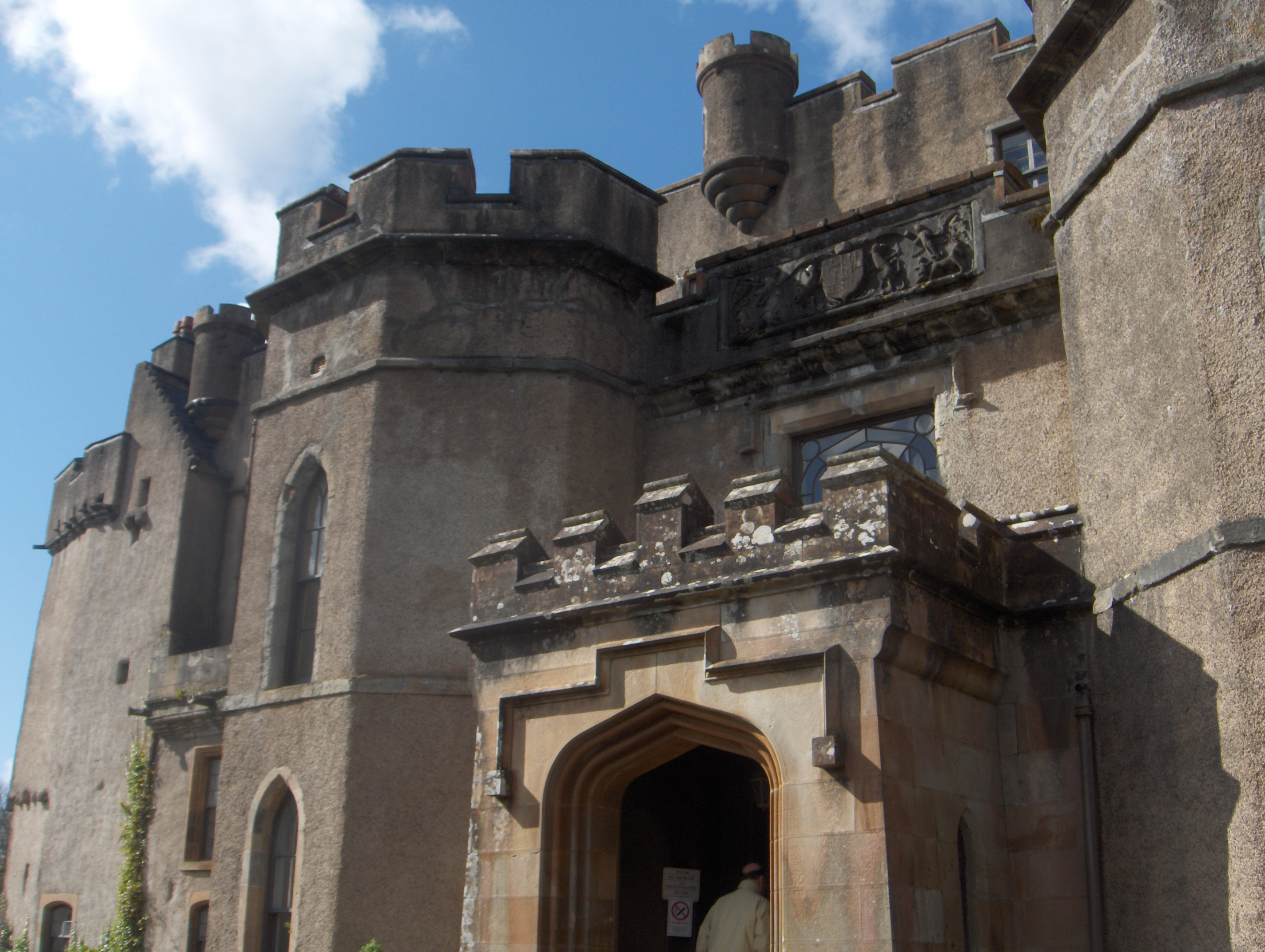
Façade
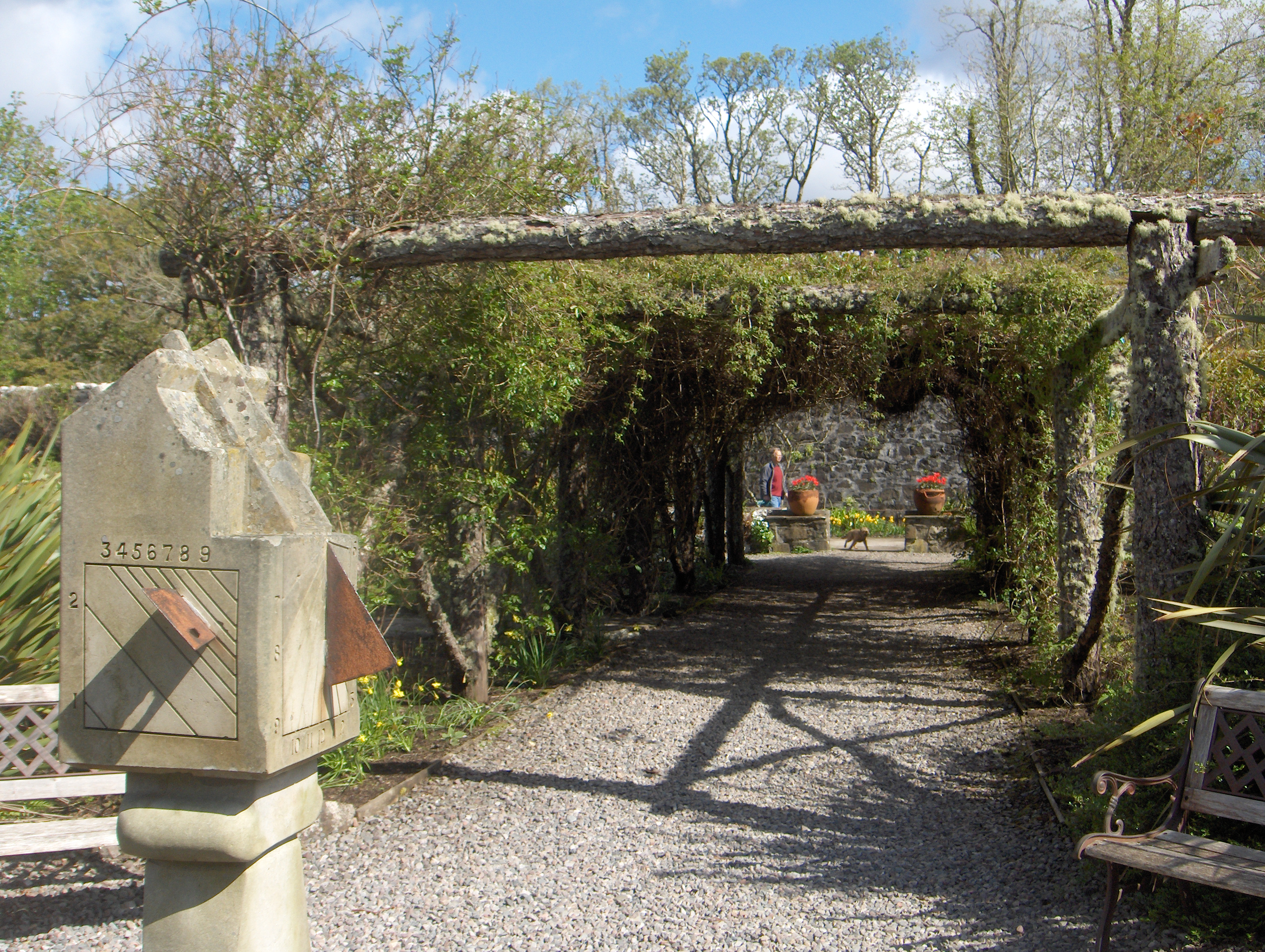
Jardins